# Ealing and Hillingdon (circonscription électorale de Londres)
Circonscription territorial de 
l'Assemblée de Londres
Ealing and Hillingdon est une circonscription territorial de la London Assembly.
Elle recouvre les borough londoniens de Ealing et Hillingdon.
Son siège est actuellement détenu par Onkar Sahota du Parti travailliste.

## Membres de l'Assemblée
| Élection | Élection | Membre         | Parti        | Portrait |
| -------- | -------- | -------------- | ------------ | -------- |
|          | 2000     | Richard Barnes | Conservateur |          |
|          | 2012     | Onkar Sahota   | Travailliste |          |

## Résultats de l'élection
| Parti                     | Parti                     | Candidat                  | Voix    | %     | ±     |
| ------------------------- | ------------------------- | ------------------------- | ------- | ----- | ----- |
|                           | Travailliste              | Onkar Sahota              | 86,088  | 42,8  | +2.8  |
|                           | Conservateur              | Dominic Gilham            | 70,155  | 34,9  | -3.2  |
|                           | UKIP                      | Alex Nieora               | 15,832  | 7,9   | +3.8  |
|                           | Green                     | Meena Hans                | 15,758  | 7,8   | +1.2  |
|                           | Libéral Démocrate         | Francesco Fruzza          | 13,154  | 6,5   | -0.7  |
| Majorité                  | Majorité                  | Majorité                  | 15,933  | 7,9   | +6    |
| Total des votes valides   | Total des votes valides   | Total des votes valides   | 200,987 | 98.74 | +0.37 |
| Bulletins de vote rejetés | Bulletins de vote rejetés | Bulletins de vote rejetés | 2,573   | 1.26  | -0.37 |
| Participation             | Participation             | Participation             | 203,560 | 46    | +8.1  |
|                           | Travailliste retenir      | Travailliste retenir      | Swing   | +3.0  |       |

| Parti                        | Parti                                   | Candidat                                | Voix    | %    | ±     |
| ---------------------------- | --------------------------------------- | --------------------------------------- | ------- | ---- | ----- |
|                              | Travailliste                            | Onkar Sahota                            | 65,584  | 40,0 | +13.4 |
|                              | Conservateur                            | Richard Barnes                          | 62,474  | 38,1 | -5.0  |
|                              | Libéral Démocrate                       | Michael Cox                             | 11,805  | 7,2  | -3.2  |
|                              | Green                                   | Mike Harling                            | 10,877  | 6,6  | -0.6  |
|                              | UKIP                                    | Helen Knight                            | 6,750   | 4,1  | +1.5  |
|                              | BNP                                     | David Furness                           | 4,284   | 2,6  | +2.6  |
|                              | National Front                          | Ian Edward                              | 2,035   | 1,2  | -3.3  |
| Majorité                     | Majorité                                | Majorité                                | 3,110   | 1,9  |       |
| Total des suffrages exprimés | Total des suffrages exprimés            | Total des suffrages exprimés            | 163,809 | 98.4 |       |
| Votes nuls                   | Votes nuls                              | Votes nuls                              | 2,703   | 1.6  |       |
| Participation                | Participation                           | Participation                           | 166,512 | 37,9 | -6.2  |
|                              | Travailliste vainqueur sur Conservateur | Travailliste vainqueur sur Conservateur | Swing   | +9.2 |       |

| Parti         | Parti                         | Candidat             | Voix    | %    | ±    |
| ------------- | ----------------------------- | -------------------- | ------- | ---- | ---- |
|               | Conservateur                  | Richard Barnes       | 74,710  | 42,2 | +9.8 |
|               | Travailliste                  | Ranjit Dheer         | 46,072  | 26,0 | +1.5 |
|               | Libéral Démocrate             | Nigel Bakhai         | 18,004  | 10,2 | –6.6 |
|               | Green                         | Sarah Edwards        | 12,606  | 7,1  | +0.5 |
|               | National Front                | Ian Edward           | 7,939   | 4,5  | N/A  |
|               | Christian (Christian Peoples) | Mary Boyle           | 5,100   | 2.9  | +0.7 |
|               | UKIP                          | Lynnda Robson        | 4,465   | 2,5  | –8.0 |
|               | Left List                     | Salvinder Dhillon    | 2,390   | 1,4  | N/A  |
|               | Démocrates anglais            | Sati Chaggar         | 1,853   | 1,1  | N/A  |
| Majorité      | Majorité                      | Majorité             | 28,638  | 16,2 | +8.3 |
| Participation | Participation                 | Participation        | 176,924 | 44,1 | +6.8 |
|               | Conservateur retenir          | Conservateur retenir | Swing   | +4.2 |      |

| Parti         | Parti                | Candidat             | Voix    | %    | ±    |
| ------------- | -------------------- | -------------------- | ------- | ---- | ---- |
|               | Conservateur         | Richard Barnes       | 45,230  | 32,4 | –5.0 |
|               | Travailliste         | Gurcharan Singh      | 34,214  | 24,5 | –7.2 |
|               | Libéral Démocrate    | Mike Cox             | 23,440  | 16,8 | –1.7 |
|               | UKIP                 | David Malindine      | 14,698  | 10,5 | N/A  |
|               | Green                | Sarah Edwards        | 9,395   | 6,7  | –3.1 |
|               | Indépendant          | Dalawar Chaudhry     | 5,285   | 3,8  | N/A  |
|               | Respect              | Salvinder Dhillon    | 4,229   | 3,0  | N/A  |
|               | Christian Peoples    | Genevieve Hibbs      | 3,024   | 2,2  | N/A  |
| Majorité      | Majorité             | Majorité             | 9,016   | 7,9  | +2.2 |
| Participation | Participation        | Participation        | 139,515 | 35,1 | +4.4 |
|               | Conservateur retenir | Conservateur retenir | Swing   | +1.1 |      |

| Parti         | Parti                                  | Candidat        | Voix    | %    | ±   |
| ------------- | -------------------------------------- | --------------- | ------- | ---- | --- |
|               | Conservateur                           | Richard Barnes  | 44,850  | 37,4 | N/A |
|               | Travailliste                           | Gurcharan Singh | 38,038  | 31,7 | N/A |
|               | Libéral Démocrate                      | Mike Cox        | 22,177  | 18,5 | N/A |
|               | Green                                  | Graham Lee      | 11,788  | 9,8  | N/A |
|               | London Socialist                       | Nick Grant      | 2,977   | 2,5  | N/A |
| Majorité      | Majorité                               | Majorité        | 6,812   | 5,7  | N/A |
| Participation | Participation                          | Participation   | 119,830 | 30,7 | N/A |
|               | Conservateur vainqueur (nouveau siège) |                 |         |      |     |